# Hymenophyllum asplenioides
Hymenophyllum asplenioides là một loài thực vật có mạch trong họ Hymenophyllaceae. Loài này được (Sw.) Sw. miêu tả khoa học đầu tiên năm 1801.